# Lilla Grisen
Lilla Grisen (finska: Pieni-Porsas) är en ö i Finland.   Den ligger i kommunen Helsingfors i den ekonomiska regionen  Helsingfors  och landskapet Nyland, i den södra delen av landet.